# Corbin Motors

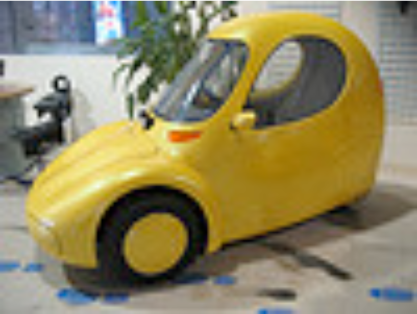
Corbin Sparrow

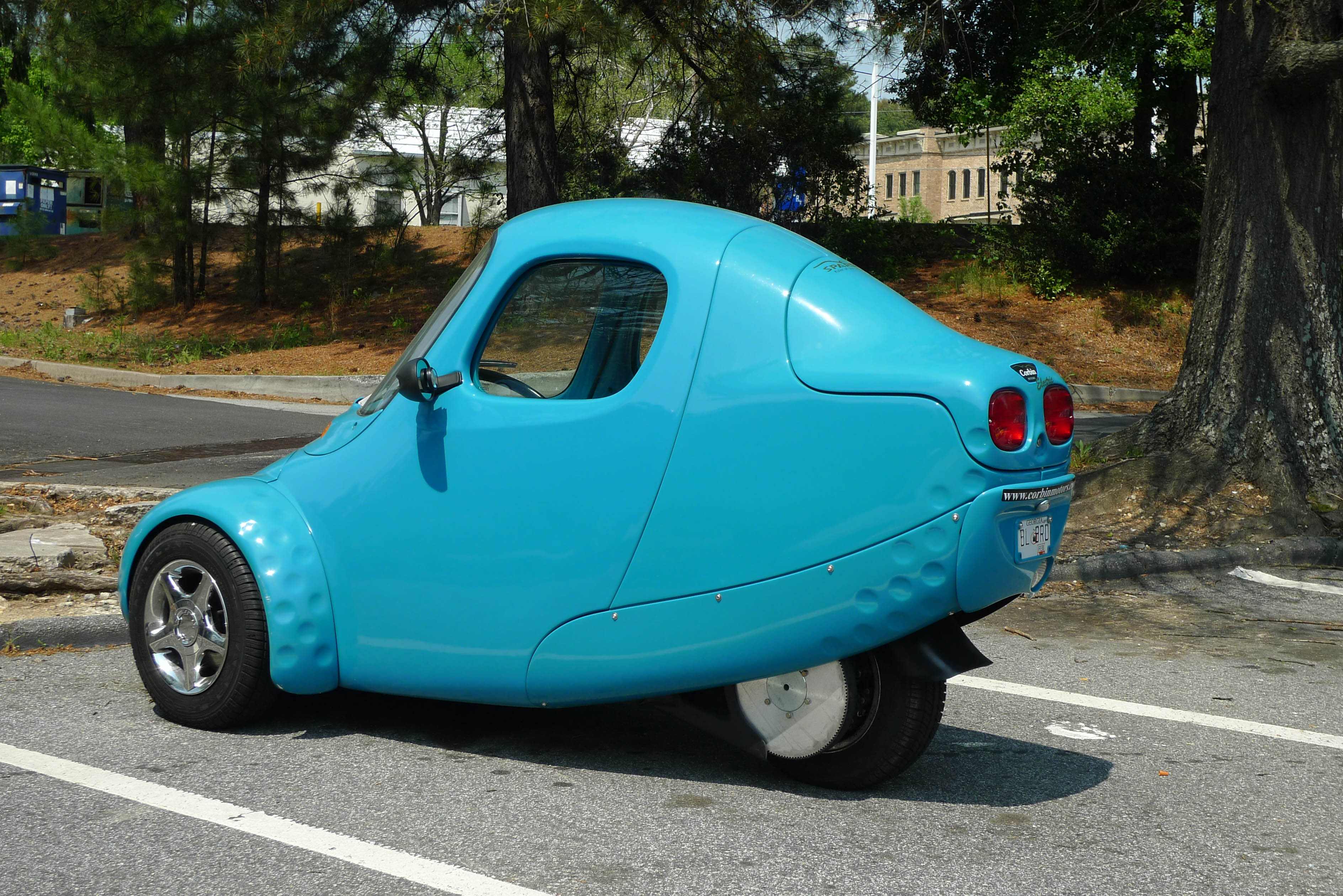
Heckansicht

Corbin Motors Inc. war ein US-amerikanischer Hersteller von Automobilen.

## Unternehmensgeschichte
Das Unternehmen wurde am 29. März 1999 gegründet. Es gehörte zu Corbin-Pacific. Mike Corbin leitete es. Der Sitz befand sich in Hollister in Kalifornien. Die Produktion von Automobilen begann. Der Markenname lautete Corbin. 2003 endete die Produktion, als ein Insolvenzantrag gestellt wurde. Myers Motors übernahm 2004 das Fahrzeugprojekt. Am 18. August 2006 wurde das Unternehmen aufgelöst. Insgesamt entstanden etwa 300 Fahrzeuge.

## Fahrzeuge
Das erste Modell Corbin Sparrow war ein Elektroauto mit drei Rädern. Die geschlossene Karosserie bot Platz für eine Person. Ein Elektromotor mit 15 kW Leistung trieb die Fahrzeuge an.
2002 folgte der ebenfalls einsitzige Corbin Merlin. Neben dem Coupé war ein Roadster zumindest geplant. Ein Ottomotor von Harley-Davidson mit 1400 cm³ Hubraum und 70 PS Leistung trieb die Vorderräder an.